# Centrum Wyszkolenia Pancernego i Technicznego
Centrum Wyszkolenia Pancernego i Technicznego – szkolna jednostka pancerna Polskich Sił  Zbrojnych.

## Centrum Wyszkolenia Broni Pancernej
W lutym 1940 r. sformowano we Francji Centrum Wyszkolenia Broni Pancernej z miejscem postoju w Serignan. Centrum szkoliło oficerów i podoficerów 10 Brygady Kawalerii. W końcu maja 1940 rozwiązano kursy, a uczniowie skierowani zostali do macierzystych pododdziałów.
Komenda centrum
- Komendant – ppłk Jerzy Gliński
- zastępca komendanta –  mjr dypl. Antoni Korczyński
- dyrektor nauk – mjr January Suchodolski

Po klęsce Francji centrum ewakuowano do Wielkiej Brytanii i dyslokowano początkowo w Crawford w Szkocji. Jednak dopiero po przeniesieniu oddziałów pancernych do Blairgowrie Centrum wznowiło swoją działalność.
Szkolenie obejmowało początkowo kursy samochodowe i kursy mechaników. Kurs trwał 6 tygodni. Szkolono 50 oficerów i 150 szeregowych.

## Centrum Wyszkolenia Pancernego i Technicznego

Znak pancerny

W lipcu 1943 r. Centrum przeniesiono do Catterick Camp, w hrabstwie Yorkshire w Anglii. Zmieniono też nazwę na Centrum Wyszkolenia Pancernego i Technicznego. Kadrę Centrum stanowiło 152 oficerów, 284 podoficerów i 235 szeregowych. Stan uczniów wynosił 796 żołnierzy. Na mundurach żołnierze nosili  z lewego ramienia  plecione, błyszczące czarne sznury, przetykane pomarańczową nicią.
Centrum dzieliło się na dwie sekcje:
sekcja studiów szkolenia pancernego
sekcja studiów szkolenia technicznego
Pododdziały centrum
- Szwadron dowodzenia
  - pluton administracyjny
  - pluton gospodarczy
  - pluton PWSK
- Szkoła pancerna
  - dział kierowania i utrzymania
  - kurs nawigacji kompasowej
  - dział strzelców czołgowych
  - kurs strzelecki przeciwlotniczy
- Szkoła Teohniczno-Motorowa
- Centrum uzbrojenia
- Oddział zapasowy
- Park i warsztat szkolny
- Kurs taktyczny broni pancernej dla oficerów sztabowych

## Centrum Szkolenia Technicznego i Zawodowego
W marcu 1946 r. Centrum zostało przeniesione do Fraserburgh.
W 1946 r. Centrum, w ramach Polskiego Korpusu Przysposobienia i Rozmieszczenia, zostało przemianowane na Centrum Szkolenia Technicznego i Zawodowego.
Organizacja:
- Batalion dowodzenia
  - kompania PWSK
  - kompania administracyjna, kompania kadry,
- Oddział szkolny
  - szwadron "A"
  - szwadron „B”
  - szwadron "C"
- Szkoła techniczna
  - kursy traktorowe,
  - kursy maszyn rolniczych
  - kursy instalatorów elektrycznych,
  - kursy kierowców i mechaników samochodowych.

## Kadra centrum
Komendanci
- ppłk dypl. Antoni Korczyński
- ppłk Stanisław Gliński
- mjr Leonard Furs-Żyrkiewicz
- płk kaw. Leonard Michalski (VIII 1943 – III 1946)
- mjr Tadeusz Poliszewski
- ppłk Franciszek Szystowski
- zastępca komendanta – ppłk kaw. Jan Skawiński (1943 – XII 1946)